# بادبان
بادبان سطحی است که برای استفاده از نیروی پیش‌رانش باد بکار می‌رود. بادبان معمولاً از پارچه ساخته می‌شود و بیشتر در دریانوردی بکار می‌رود. بسیاری از بادبان‌ها مانند بال عمودی عمل می‌کنند. به‌طوری که نیروی برآر تولید شده در آن‌ها برای پیش‌رانش بکار می‌رود.

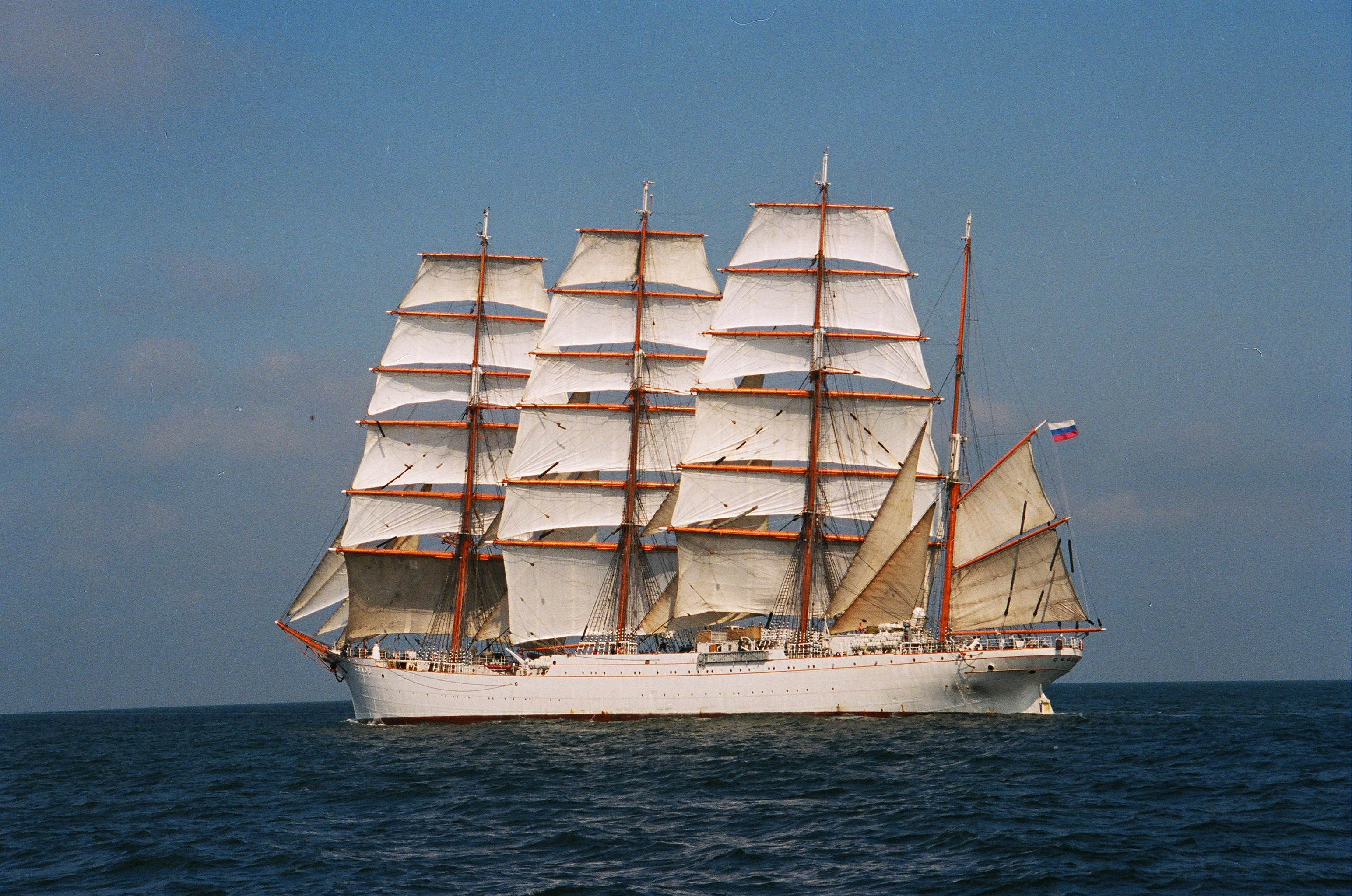
کشتی بادبانی روسیه به نام «سدوف»

دریانوردان فارسی‌زبان خلیج فارس بادبان را «اوزال» می خوانند.

## گونه‌ها
- بادبان اصلی
- بادبان جلوی سینه
- بادبان جلو
- جنوا